# Dancing Under Latin Skies
Dancing Under Latin Skies è un album di Tito Puente, pubblicato dalla RCA Victor Records nel 1959.
Il disco fu registrato il 13 agosto e il 2 settembre 1958 a New York.

## Tracce
Lato A
1. Brazil (Samba) – 2:22 (Ary Barroso)
2. Perfidia (Cha-Cha) – 2:06 (Milton Leeds, Alberto Dominguez)
3. Acapulco (Mambo) – 2:32 (Tito Puente)
4. Yours (Bolero) – 2:50 (Cole Porter)
5. Dancing Under Latin Skies (Bolero) – 2:54 (Larry Douglas, Tito Puente)
6. Tampico (Cha-Cha) – 2:29 (Allan Roberts, Doris Fisher)

Lato B
1. Frenesi (Cha-Cha) – 2:05 (Charles, Russell, Alberto Dominguez)
2. Port-Au-Pleasure (Cha-Cha) – 3:02 (Tito Puente)
3. Chattanooga Choo Choo (Cha-Cha-Cha) – 1:57 (Harry Warren, Mack Gordon)
4. Juanita (Cha-Cha) – 2:20 (Larry Douglas, Tito Puente)
5. Sand in My Shoes (Cha-Cha) – 2:39 (Frank Loesser, Victor Schertzinger)
6. Cuban Pete (Cha-Cha) – 2:28 (José Norman)

## Musicisti
- Tito Puente - timbales, percussioni, arrangiamenti
- Tito Puente and His Orchestra
- Altri musicisti non accreditati